# ممانعت هوایی

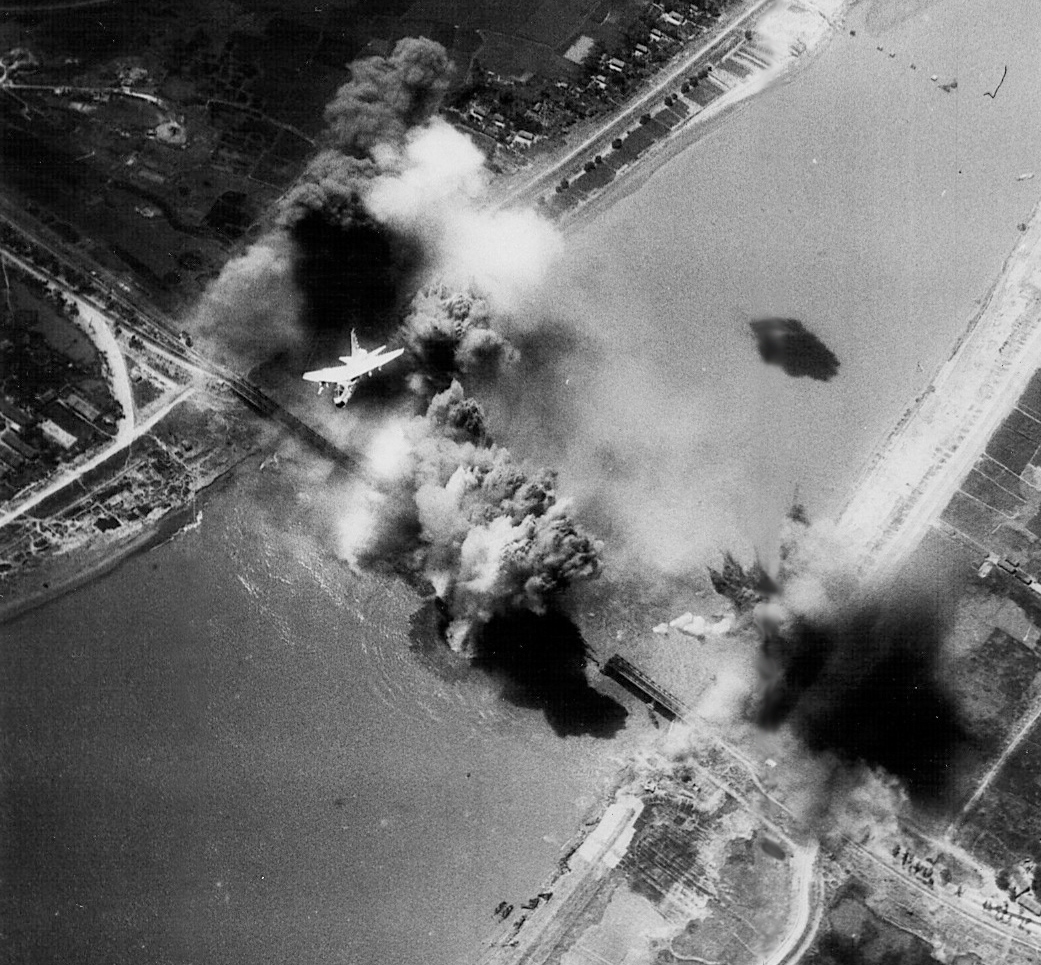
یک ای-۷ئی متعلق به نیروی دریایی آمریکا، پل های دونگ در ویتنام شمالی را در سال ۱۹۷۲ بمباران کرد.

ممانعت هوایی (به انگلیسی: Air interdiction)، یا پشتیبانی هوایی عمیق (به انگلیسی: deep air support)، به عملیات بمباران تاکتیکی و تهاجم به‌زمین پیشگیرانه علیه اهداف دشمن گفته می‌شود؛ به‌گونه‌ای که حمله هواگردهای رزمی به اهداف دشمن بتواند تهدید تهاجمی آنها را به تأخیر بیندازد، مختل کند یا از درگیری احتمالی دشمن با نیروهای دوست ممانعت کند. این روش، تقریباً در تمام نیروهای هوایی تمرین می‌شود و از زمان جنگ جهانی اول در درگیری‌ها انجام شده‌است.
ممانعت هوایی، به دلیل تفاوت در هدف عملیات، به دو گونه تاکتیکی و استراتژیک تقسیم می‌شود. حمله به هدف‌های معمولی در ممانعت تاکتیکی به‌منظور تأثیرگذاری سریع و منطقه‌ای بر اقدامات دشمن است؛ مثلاً تخریب مستقیم نیروها یا تدارکات در حال حرکت به‌سوی منطقه نبرد، از نوع تاکتیکی است. در مقابل، حمله به اهداف در ممانعت استراتژیک، اغلب گسترده‌تر و بلندمدت‌تر است. در عملیات استراتژیک، حملات مستقیم به قابلیت‌های جنگی دشمن کمتر می‌شود، در عوض نابودی زیرساخت‌ها، لجستیک و سایر دارایی‌های پشتیبانی دنبال می‌شود.
اصطلاح پشتیبانی هوایی عمیق با پشتیبانی هوایی نزدیک ارتباط دارد، اما تفاوت واژه نزدیک و عمیق، تفاوت بین اهداف را نشان می‌دهد. همان‌طور که از نام آن پیداست، «پشتیبانی هوایی نزدیک»، علیه اهداف نزدیک به واحدهای زمینی خودی، با هماهنگی نیروی زمینی و در حمایت مستقیم از نیروی درحال درگیری با دشمن، انجام می‌شود. «پشتیبانی هوایی عمیق» یا «ممانعت هوایی» قبل از درگیری فعال انجام می‌شود که بیشتر براساس برنامه‌ریزی استراتژیک است و کمتر با واحدهای زمینی هماهنگ می‌شود. با وجود راهبردی‌تر بودن ممانعت هوایی نسبت به پشتیبانی هوایی نزدیک؛ ممانعت هوایی را نباید با بمباران استراتژیک اشتباه گرفت، که اصلاً با عملیات زمینی ارتباطی ندارد.

## پیش‌زمینه
با بررسی عملیات‌های ممانعت هوایی گذشته، دکتر ادوارد مارک از مرکز تاریخ نیروی هوایی سه روش انجام عملیات ممانعت هوایی را شناسایی کرد. اولین مورد، تخریب یا فرسایش فیزیکی سربازان و تدارکات قبل از رسیدن به میدان جنگ است. دوم قطع «خطوط ارتباطی» دشمن یا ایجاد محاصره برای جلوگیری از رسیدن سربازان و تجهیزات به میدان نبرد است. سوم، ایجاد ناکارآمدی‌های سیستمی در سیستم لجستیکی دشمن است؛ به‌طوری که سربازان و ادوات نظامی آهسته‌تر یا پرهزینه‌تر به میدان نبرد برسند.
درحالی که هر سه روش را می‌توان در عملیات ممانعت تاکتیکی یا استراتژیک به کار برد، دکتر مارک استدلال می‌کند که موفقیت آنها به شرایط خاص میدان نبرد بستگی دارد. برای مثال، ممانعت از طریق فرسایش در مقیاس تاکتیکی به بهترین وجه عمل می‌کند، زیرا به‌ندرت می‌توان بخش چشمگیری از سربازان و ادوات دشمن را در هر اقدام نابود کرد. انهدام ۱۰۰ کامیون تدارکاتی، زمانی‌که دشمن ممکن است هزاران کامیون داشته باشد - همچنین کامیون‌ها را می‌توان به راحتی جایگزین کرد - فقط یک ضرر جزئی در مقیاس استراتژیک است، اما اگر آن کامیون‌ها تنها کامیون‌های در دسترس برای یک نبرد خاص باشند، آسیب به آنها ممکن است در نتیجه نبرد مهم باشد. به همین ترتیب، ممانعت موفق از طریق محاصره با وجود ویژگی‌های زمین (مانند پل‌ها، تونل‌ها و غیره) که دشمن به آنها وابسته است، و این واقعیت که می‌توان این ویژگی‌ها را اصلاح یا از آنها اجتناب کرد، دشوارتر می‌شود. تخریب یک پل در زمان مناسب، اگر حتی برای مدت کوتاهی از رسیدن نیروهای کمکی دشمن جلوگیری کند، ممکن است بر نتیجه نبرد تأثیر بگذارد، اما در مقیاس استراتژیک، دشمن می‌تواند آن را جایگزین کند یا مسیر جایگزینی در مدت نسبتاً کوتاه پیدا کند. در این راستا، ایجاد ناکارآمدی‌های سیستمی در سیستم لجستیکی دشمن (با استفاده از ترکیبی از فرسایش و محاصره در مقیاس تاکتیکی) کارامدترین شکل ممانعت استراتژیک بوده‌است. دشمنی که مجبور است مسیری پرپیچ و خم‌تر را انتخاب کند یا به وسیله ترابری ناکارآمدتری اتکا کند، ممکن است به مرور زمان نتواند نیازهای خود را برآورده کند و بنابراین به دلیل کمبود منابع مناسب شکست بخورد.
دکتر مارک همچنین هشت شرط را شناسایی کرد که بر نتیجه عملیات‌های ممانعت تأثیر می‌گذارند، که از نظر او سه مورد اول برای یک ممانعت موفق کاملاً ضروری است. پنج مورد دیگر در این امر سهیم هستند، در حالی که در همه عملیات‌های موفق را همگی سهم چشمگیری نداشتند، اما حداقل یکی از آن پنج مورد وجود داشت.
1. برتری هوایی: برتری هوایی که به‌صورت دسترسی چشمگیر و کم‌دردسر به حریم هوایی دشمن تعریف می‌شود، برای یک عملیات موفق ممانعت، حیاتی است. هیچ عملیات ممانعتی، در جایی که ممانعت‌کننده مجبور شده‌است، همزمان برای برتری هوایی بجنگد، موفق نبوده‌است.[۳][۵]
2. اطلاعات: داشتن اطلاعات کافی از موقعیت دشمن نه تنها برای دانستن اینکه به چه چیزی حمله کنید، بلکه برای اینکه چه زمانی و به چه روشی به آنها حمله کنید، مهم است. برای مثال، دانستن یا ندانستن همزمان مسیرهای تدارکاتی دشمن و برنامه ترابری آنها می‌تواند تفاوت بین یک عملیات موفق یا شکست‌خورده باشد. این اطلاعات باید دائماً به‌روز شود؛ زیرا دشمن همواره روش‌های خود را برای غلبه بر ممانعت تغییر می‌دهد.[۳][۵]
3. شناسایی: اگر هدفی قابل شناسایی نباشد، نمی‌توان آن را ممانعت کرد. این شرایط نه تنها به ماهیت ذاتی هدف، بلکه به محیط اطراف و سطح فناوری آن هم اشاره دارد. شناسایی کاروان کشتی‌ها در دریا نسبت به کاروانی از کامیون‌هایی که در زیر سایبان جنگل حرکت می‌کنند، آسان‌تر است، اما اگر ممانعت‌کننده دید در شب نداشته باشد، شناسایی و حمله به هر دو کاروان در شب دشوارتر است.[۳][۵]
4. فشار پایدار: از آنجایی که اهداف یک عملیات ممانعت اغلب جایگزین‌پذیر یا تعمیرپذیر هستند، یک ممانعت‌کننده باید به‌طور مداوم بر دشمن خود فشار وارد کند تا از انجام این کار جلوگیری کند. در حالی که فشار پایدار، بیشتر یک شرط کمک‌کننده در طول عملیات تاکتیکی است، اما برای موفقیت عملیات استراتژیک ضروری بوده‌است.[۳][۵]
5. تمرکز: هرچه دشمن وسایل ترابری، مسیرها یا انبارهای کمتری داشته باشد، ممانعت آنها آسانتر است. با مقایسه یک کاروان کوچک از کشتی‌های بزرگ با ناوگانی متشکل از هزاران کامیون کوچک، نابودی هر یک از آن کشتی‌ها ضرری بزرگ‌تر از نابودی هر یک از کامیون‌ها برای دشمن خواهد بود.[۳][۵]
6. کانال‌گذاری: هرچه دشمن راه‌های تدارکاتی کمتری داشته باشد، در صورت قطع شدن هر یک از آنها ضرر بیشتری خواهد داشت. این شامل وجود هر نقطه خفگی، چه طبیعی و چه مصنوعی، است که یک ممانعت‌کننده می‌تواند از آنها استفاده کند. برخی از وسایل ترابری (مانند راه‌آهن) بیشتر از سایرین در معرض کانال‌گذاری هستند.[۳][۵]
7. نرخ مصرف زیاد: چه به دلیل نبرد سنگین و چه به دلیل حرکت گسترده، دشمنی که مجبور به مصرف ادوات با نرخ بسیار بالاتری است، نسبت به زمانی که میزان مصرف آنها کم باشد، برای عملیات ممانعت مستعدتر است. این امر مانع از آن می‌شود که ذخیره‌ای از منابع را جمع‌آوری کنند و در نتیجه انعطاف‌پذیری کمتر و روش ناکارآمدتری در پشتیبانی مجدد دارند.[۳][۵]
8. محدودیت لجستیکی: اگر شبکه لجستیکی دشمن نسبت به نیازهایش ظرفیت ذاتی کمتری داشته باشد، جبران خسارت وارده به آن دشوارتر خواهد بود. به این ترتیب، حتی اگر دشمن میزان مصرف کمی داشته باشد، باز هم محدود کردن شبکه لجستیکی آنها به اندازه کافی می‌تواند کمبود عرضه ایجاد کند.[۳][۵]

## تاریخچه

### جنگ ایران و عراق
نیروی هوایی ایران و نیروی هوایی عراق هر دو، در روزهای ابتدایی جنگ ایران و عراق تلاش‌های طراحی‌شده‌ای برای ممانعت از طرف مقابل انجام دادند. برای هر دو طرف، تا حد زیادی به درگیر شدن در عملیات شناسایی مسلحانه و حمله به اهداف فرصت‌طلبانه، با تعداد کمی از حملات به اهداف از پیش برنامه‌ریزی‌شده پیش رفت. نیروی هوایی ایران از مزیت‌های داشتن مهمات برتر، شناسایی تاکتیکی با داشتن یک اسکادران از فانتوم‌های آراف-۴ئی و اطلاعات اهداف از قبل از انقلاب برخوردار بود، اما تلاش آنها تا حد زیادی مشابه تلاش نیروی هوایی عراق بود.
تلاش‌های نیروی هوایی عراق برای ممانعت در ۴۵ روز اول جنگ به اوج خود رسید، اما بعداً به مأموریت‌های پراکنده‌تر کاهش یافت و همراه با حملات عمده افزایش یافت. نیروی هوایی ایران، عملیات ممانعت را تا اواخر سال ۱۹۸۰ ادامه داد، اما این هم پس از اواسط ژانویه ۱۹۸۱ کاهش یافت. در حالی که هر دو طرف خسارت چشمگیری به طرف دیگر وارد کردند، با اینکه مسلماً دستاوردهای ایرانی‌ها بیشتر بود، نه تلاش‌های ممانعت مؤثر بود و نه به عاملی در نتیجه جنگ تبدیل شدند. هر دو طرف نیروهای هوایی خود را عقب کشیدند تا از تلفات فزاینده جلوگیری کنند و نتیجه گرفتند؛ اگرچه ممکن است توان هوایی نقشی در پیروزی در جنگ نداشته باشد، همچنان می‌توان از آن برای جلوگیری از شکست استفاده کرد.